# Tongai nyelv

Tongai zászló

A tongai nyelv (tongaiul: lea fakatonga) egy polinéz nyelv. A niuei nyelvvel együtt képezi a polinéz nyelvek legalsóbb ágát, a tongai nyelvek ágát.

## Beszélői

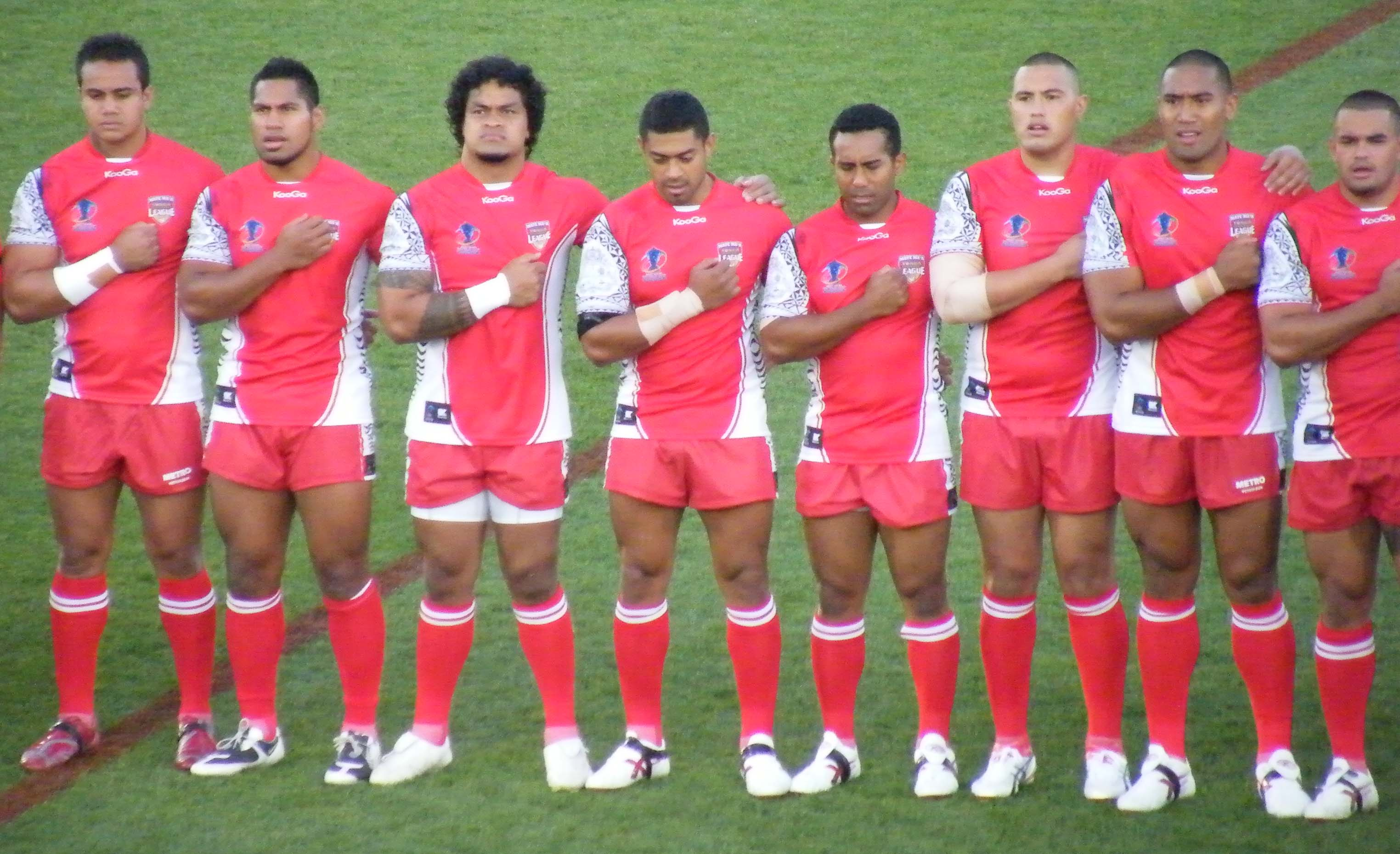
Tongai futballcsapat

Hivatalos nyelv Tongán. A világon körülbelül 200 000 ember beszéli, ebből körülbelül 140 000 anyanyelvként.

## Nyelvcsalád
A tongai nyelv egy ausztronéz nyelv, azon belül a maláj-polinéz, óceániai, polinéz, és tongai ágakba tartozik. Legközelebbi rokonának a niuei nyelvet tartják, mivel Niue első betelepülői tongai emberek voltak.
Hasonlóságok pár polinéz nyelvvel:
| Magyarul | Tongai nyelven | Niuei nyelven | Hawaii nyelven |
| -------- | -------------- | ------------- | -------------- |
| nő       | fefine         | fifine        | wahine         |
| ember    | tangata        | tangata       | kanaka         |
| kettő    | ua             | ua            | lua            |
| három    | tolu           | tolu          | kolu           |
| szülő    | matuʻa         | matua         | makua          |

## Hónapok
| Magyarul   | Tongai nyelven |
| ---------- | -------------- |
| Január     | Sanual i       |
| Február    | Fepueli        |
| Március    | Ma'asi         |
| Április    | 'Epeleli       |
| Május      | Mē             |
| Június     | Siune          |
| Július     | Siulai         |
| Augusztus  | 'Aokosi        |
| Szeptember | Sepitema       |
| Október    | 'Okatopa       |
| November   | Nōvema         |
| December   | Tīsema         |

## Ábécé
A tongai ábécé 17 betűből áll. A tongai nyelv a latin betűket használja.
| Betű                 | a   | e   | f   | h   | i   | k   | l   | m   | n   | ng   | o   | p    | s    | t   | u   | v   | ʻ (fakauʻa) |
| IPA szerinti kiejtés | /a/ | /e/ | /f/ | /h/ | /i/ | /k/ | /l/ | /m/ | /n/ | /ŋ/1 | /o/ | /p/2 | /s/3 | /t/ | /u/ | /v/ | /ʔ/4        |

Megjegyzések:
1. 1943 előtt g-nek írták, de a kiejtése [ŋ] (mint a szamoaiban).
2. Nem hehezetes; 1943 előtt b-nek írták.
3. 1943 előtt helyenként j-vel írva, mely egy kihalt [t͡ʃ] hangot jelölt, ma már ez összeolvadt az s-szel.
4. Glottális stop avagy glottális zárhang. Írásjele a fordított vessző. Lásd még: ʻokina.